# Psalis costalis
Psalis costalis är en fjärilsart som beskrevs av Matsumura 1911. Psalis costalis ingår i släktet Psalis och familjen tofsspinnare. Inga underarter finns listade i Catalogue of Life.